# تنیره
تنیره (به عربی: تنیرة) یک شهرداری در الجزایر است که در استان سیدی بلعباس واقع شده‌است.